# Три сестры
«Три сестры́» — пьеса в четырёх действиях А. П. Чехова, написанная в 1900 году. Впервые была опубликована в журнале «Русская мысль», № 2 за 1901 год; с изменениями и поправками вышла отдельным изданием в том же году в издательстве А. Ф. Маркса.
Созданная по заказу Московского Художественного театра и впервые представленная 31 января 1901 года, пьеса уже более ста лет не сходит со сцены как в России, так и за рубежом.
На протяжении XX века к «Трём сёстрам» обращались выдающиеся режиссёры, в числе которых Вл. Немирович-Данченко и Георгий Товстоногов, Олег Ефремов и Юрий Любимов, Лоренс Оливье и Эрвин Аксер, всякий раз открывая в драме новые мысли, созвучные новой эпохе. Интерес к пьесе не ослабевает и в XXI веке.

## История создания
После успешных постановок на сцене Художественного театра «Чайки» и «Дяди Вани» А. П. Чехов в 1900 году по просьбе руководителей МХТ приступил к работе над пьесой «Три сестры». Ещё в октябре 1899 года Вл. И. Немирович-Данченко писал Чехову: «Мы пока стоим на трёх китах: Толстой, Чехов, Гауптман. Отними одного, и нам будет тяжко». Однако замысел пьесы, как считают литературоведы, родился раньше, в конце 1898 — начале 1899 года, поскольку Чехов использовал для «Трёх сестёр» заметки из своих записных книжек.

### Предполагаемые прототипы
Отдельные эпизоды, лица и ситуации пьесы современники связывали впоследствии с действительными событиями и возможными прототипами. Так, брат драматурга М. П. Чехов считал, что описание военной среды в немалой степени основано на наблюдениях, накопленных Чеховым в 1884 году в Воскресенске, где в то время квартировала артиллерийская бригада; Чехов был знаком с семьёй командира батареи полковника Б. И. Маевского, у которого собиралось местное интеллигентное общество. О Воскресенске и доме Маевских пьеса напоминала и сестре драматурга, Марии Павловне; в этом доме часто бывал поручик батареи Е. П. Егоров, сходство с которым обнаруживает в «Трёх сёстрах» барон Тузенбах. В то же время ссора и дуэль Тузенбаха с Солёным заставляла вспомнить о нашумевшей в конце 1880-х годов в Таганроге дуэли, одним из участников которой был вышедший в отставку барон Г. Ферзен, а другим — темпераментный офицер местной артиллерийской бригады С. Н. Джапаридзе.
Сам Чехов в письме А. М. Горькому от 16 октября 1900 года по поводу «Трёх сестёр» писал: «…Действие происходит в провинциальном городе вроде Перми». Предполагается, что Пермь упомянута не случайно: Чехов был там в 1890 году. Пермские краеведы находят город вполне узнаваемым; с другой стороны, настроения провинциальной интеллигенции, отражённые в «Трёх сёстрах», были характерны для всей России рубежа XIX—XX веков. Согласно литературной легенде, и прототипами сестёр Прозоровых являются пермские просветительницы сёстры Циммерман — Оттилия, Маргарита и Эвелина, учредившие в городе первую частную школу.

### В Художественном театре
В том же письме Горькому Чехов признался: «Ужасно трудно было писать „Трёх сестёр“. Ведь три героини, каждая должна быть на свой образец, и все три — генеральские дочки». Ещё раньше, в сентябре, он писал сестре: «Всё кажется, что писать не для чего, и то, что написал вчера, не нравится сегодня». 23 октября 1900 года Чехов вернулся из Ялты в Москву с пьесой, которую сам считал ещё далеко не завершённой, и 29-го «Три сестры» были прочитаны в Художественном театре. Первое прочтение привело труппу МХТ в замешательство: «Это же не пьеса, это только схема…» По свидетельству К. С. Станиславского, писатель ушёл из театра «не только расстроенным и огорчённым, но и сердитым, каким он редко бывал».
Пройдёт немного времени, и Станиславский назовёт «Три сестры» «самой удачной» из его пьес; в течение трёх недель Чехов дорабатывал пьесу, и лишь в 20-х числах ноября театр приступил к репетициям.
Работа над «Тремя сёстрами» продолжалась и в Ницце, куда Чехов отправился в декабре, — что-то он сокращал, в частности в роли Андрея Прозорова, что-то, напротив, дописывал: так, Солёный уже перед самой премьерой получил ряд реплик, без которых этого персонажа теперь трудно представить. По просьбе Станиславского Чехов удалил в финале ремарку «видна толпа, несут убитого на дуэли барона», признав, что мёртвого Тузенбаха «не следует показывать вовсе». Незадолго до премьеры, в январе 1901 года, Немирович-Данченко настаивал на сокращении финальных монологов Маши и Ирины: «Три монолога трёх сестёр — это нехорошо. И не в тоне, и не сценично. Купюра у Маши, большая купюра у Ирины. Одна Ольга пусть утешает и ободряет». Готовя пьесу к публикации, Чехов наполовину сократил монолог Маши, но текст Ирины полностью сохранил.
Вместе с тем, пишет И. Соловьёва, по ходу репетиций Чехов всё больше доверялся актёрам, их артистической технике — в частности, переписывал реплики Вершинина (эту роль взял на себя Станиславский) и Тузенбаха (его репетировал Вс. Мейерхольд), уводя главное в подтекст. А в образе Кулыгина, как считал Леопольд Сулержицкий, Чехов даже запечатлел некоторые черты актёра А. Л. Вишневского, ставшего первым исполнителем этой роли.
И вновь, как это бывало и раньше, театр и драматург разошлись в определении жанровой природы пьесы. Как вспоминал Станиславский, Чехов «был уверен, что он написал весёлую комедию»; однако и артисты, и режиссёры восприняли «Три сестры» как драму; в октябре 1900 года многие, слушая её, плакали, и не ожидавший слёз автор решил, по словам Станиславского, что пьеса «непонятна и провалилась». О том же свидетельствовал и второй руководитель МХТ: после первой читки Чехов «боролся со смущением и несколько раз повторял: я же водевиль писал». «В конце концов, — рассказывал Немирович-Данченко, — мы так и не поняли, почему он называет пьесу водевилем, когда „Три сестры“ и в рукописи называлась драмой».

### Публикация

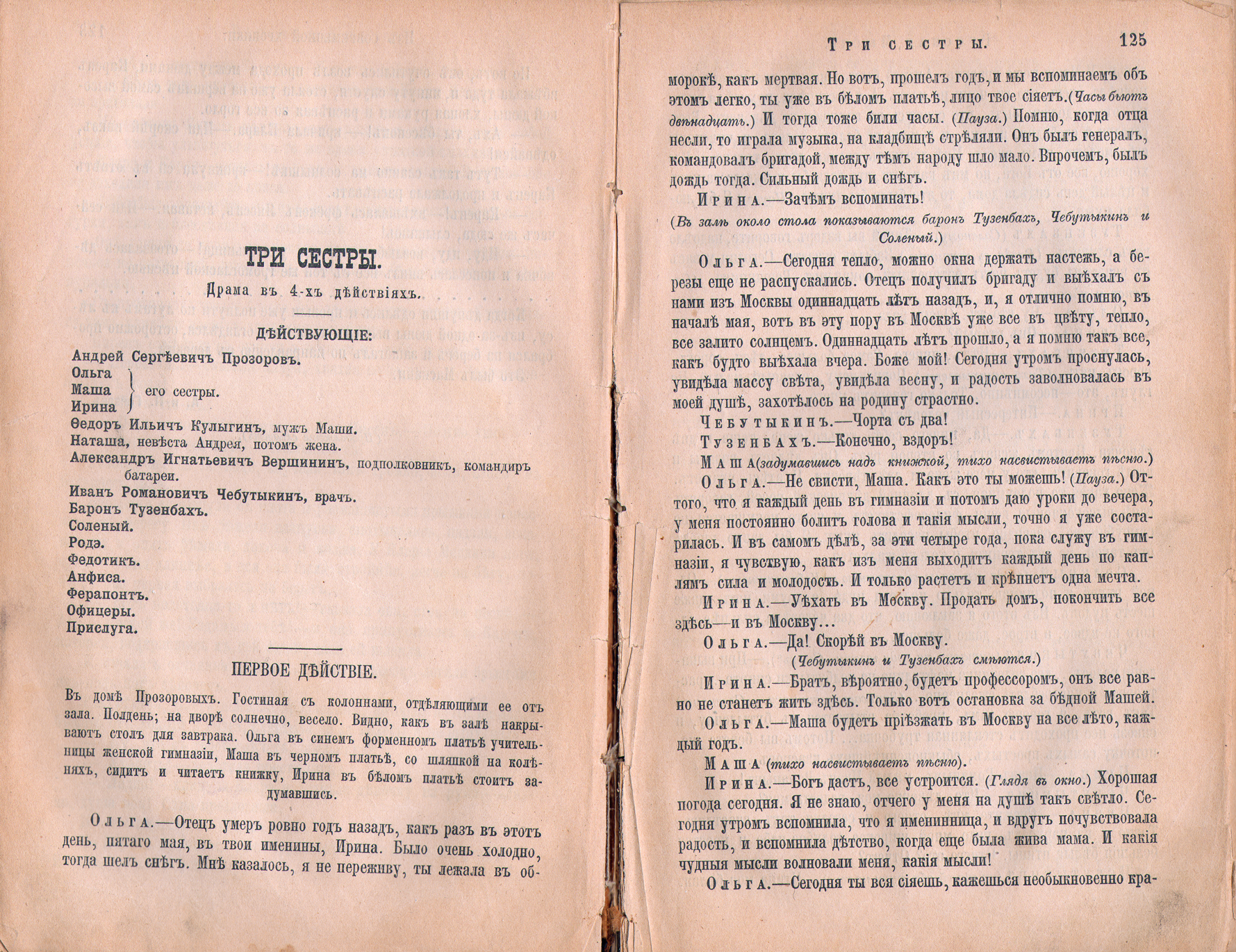
«Три сестры» были последним произведением Чехова в «Русской мысли» после десятилетнего сотрудничества

Тем временем за новую пьесу Чехова боролись несколько изданий: редакторы журнала «Жизнь», не зная толком, о чём идёт речь — о повести или драме, добивались тем не менее права первой публикации; Сергей Дягилев, в то время редактор «Ежегодника императорских театров», писал драматургу, что мечтает поместить «Трёх сестёр» в своём журнале для придания ему «большей литературности и свежести». Чехов отдал предпочтение «Русской мысли» В. М. Лаврова — журналу, с которым сотрудничал уже не один год.
В феврале 1901 года, находясь в Риме, Чехов получил корректуру, и один из его спутников, М. М. Ковалевский, рассказывал: «Я видел его после ряда часов, проведённых за корректурой „Трёх сестёр“. Он был не в духе, находил пропасть недостатков в своей пьесе и клялся, что больше для театра писать не будет».
Чехов намеревался исправить текст и опубликовать «Три сестры» в мартовском номере; однако редакция «Русской мысли» откладывать публикацию не захотела и, не дождавшись от автора исправленной корректуры, поместила пьесу в февральском номере. При этом Лавров получил от Немировича-Данченко не рукопись, а копию с одного из театральных рабочих экземпляров, в результате чего в журнальную публикацию проникло около двухсот искажений.
Исправленный и частично доработанный автором текст в апреле 1901 года выпустил отдельным изданием А. Ф. Маркс, однако и в этой публикации Чехов обнаружил ряд искажений. Окончательный текст «Трёх сестёр» был опубликован в 7-м томе сочинений Чехова, который издательство Маркса выпустило в свет в марте 1902 года.
За рубежом пьеса впервые была опубликована на итальянском языке — в журнале «Новая антология» («Nuova Antologia») М. Феррариса в июне — июле 1901 года. Ещё при жизни Чехова «Три сестры» были переведены на немецкий, французский и чешский; в конце 1901 года пьеса в переводе А. Шольца уже шла на сцене в Берлине.

## Художественные особенности
Недостатком драматургии Чехова, и в первую очередь «Трёх сестёр», многие считали отсутствие фабулы в привычном понимании этого слова. Драматург П. П. Гнедич в одном из писем приводил ироническое высказывание Льва Толстого по поводу чеховских спектаклей в МХТ: «Если пьяный лекарь будет лежать на диване, а за окном идти дождь, то это, по мнению Чехова, будет пьеса, а по мнению Станиславского — настроение; по моему же мнению, это скверная скука, и, лёжа на диване, никакого действия драматического не вылежишь…» Немирович-Данченко долго искал фабулу в «Трёх сёстрах», нашёл лишь незадолго до премьеры, о чём и сообщил автору 22 января 1901 года: «Теперь пьеса рисуется так. Фабула — дом Прозоровых. Жизнь трёх сестёр после смерти отца, появление Наташи, постепенное забирание всего дома ею в руки и, наконец, полное торжество её и одиночество сестёр».
Мне казалось почти невозможным привести в стройное, гармоническое целое все те клочья отдельных эпизодов, мыслей, настроений, характеристик и проявлений каждой личности без ущерба для сценичности пьесы… Но мало-помалу, после исключения весьма немногих деталей, общее целое начало выясняться… Фабула развёртывается как в эпическом произведении, без тех толчков, какими должны были пользоваться драматурги старого фасона, — среди простого, верно схваченного течения жизни. …Жизнь, показанная в спектакле, прошла через миросозерцание, чувствование, темперамент автора. Она получила особую окраску, которая называется поэзией.
Новым и непривычным в пьесах Чехова было отсутствие «событий»: как отмечал ещё А. П. Скафтымов, «совершающуюся драму жизни» Чехов увидел не в роковых событиях, а в обычном, бытовом её течении. Вопреки традициям, события «отводятся на периферию, как кратковременная частность, а обычное ровное, ежедневно повторяющееся, для всех привычное составляет главный массив, основной грунт всего содержания пьесы». Н. Я. Берковский, со своей стороны, уточнял: «События у Чехова не отводятся на периферию, но уходят в глубь… часто творятся они не на сцене, а где-то в закулисном пространстве, откуда мы получаем намеренно скудную отрывочную информацию. В драмах Чехова события — фон, а быт выносится на передний план…»
Для Чехова мирный быт лучше и выше «событий», только в нём и может жить поэзия: так, в «Трёх сёстрах» самое активное лицо — Наташа, одновременно и самый пошлый персонаж драмы; ей принадлежит почин сценического действия — постепенное завоевание дома Прозоровых, вытеснение подлинных хозяев. Фабулу пьесы образует история достаточно стереотипная и уже не раз описанная в литературе. Потому и была она отодвинута в фон, что вытесняла самую возможность поэзии и отрицала всякую свободу: «Она закрывала горизонт, — писал Берковский, — через фабулу узнавалось о ещё одной победе худших сил жизни… Наташа в „Трёх сёстрах“ как бы крадётся по тылам драмы, комната за комнатой завоёвывая Прозоровский дом; невзначай мы узнаём ещё об одном шаге и ещё об одном, приближающем её к цели». События в «Трёх сёстрах» исключительно негативные: непрерывную экспансию Наташи дополняют пожар в третьем акте и спровоцированная Солёным дуэль в четвёртом; но и они «кратковременны»: в конце концов, виновники несчастий Прозоровых не Наташа и не Солёный, а сама повседневная жизнь.
В конце 1940-х годов В. Ермилов с неодобрением отмечал, что в «Трёх сёстрах» присутствует классическая завязка, ставящая героев перед необходимостью начать борьбу, но главные герои не принимают вызов. Отсутствие борьбы и есть центральная коллизия драмы: на передний план Чехов выносит возвышенно-романтические умонастроения своих героев, их тоску по наполненной и осмысленной жизни — фон постоянно увеличивает дистанцию между мечтами и реальностью.
Стиль «Трёх сестёр», как и других пьес Чехова, определяется характером его диалогов, демонстрирующих разорванность связей между людьми и часто напоминающих «разговор глухих». Примеры таких диалогов есть в драмах Г. Ибсена, Г. Гауптмана и М. Метерлинка, а у Чехова встречаются персонажи действительно глухие (таков в «Трёх сёстрах» сторож Ферапонт), и это, как считал Н. Берковский, «упрощённая физическая модель разговоров и с теми, у кого глухота иная». Что для героев Чехова последняя фраза партнёра — только предлог для продолжения собственного монолога, отмечал и Б. Алперс, который считал, однако, что именно такой монологический принцип построения пьесы позволял отвести каждому её персонажу отдельное, самостоятельное место и в каждом случае создать объёмный характер с детально разработанной жизненной и духовной биографией.
Но если Алперсу казалось, что герои Чехова обо всех своих мыслях и переживаниях говорят «прямо „в лоб“», даже с излишней откровенностью, то Немирович-Данченко, готовясь к новой постановке «Трёх сестёр» в 1939 году, напротив, отметил замкнутость персонажей как важную особенность драмы:
…В пьесе Чехова никак нельзя, чтобы актёр жил только теми словами, которые он сейчас произносит, и тем содержанием, которое по первому впечатлению в них заложено. Каждая фигура носит в себе что-то невысказанное, какую-то скрытую драму, скрытую мечту, скрытые переживания, целую большую — не выраженную в слове — жизнь. Где-то она вдруг прорвётся, — в какой-то фразе, в какой-то сцене. И тогда наступит та высокохудожественная радость, которая составляет смысл театра.

### Пожар в третьем акте
Начиная с «Чайки», Чехов всегда вводил в свои драмы символику, которая, по словам Н. Берковского, устанавливала общий тон и общий смысл каждой из них: в «Дяде Ване» это была ночная гроза во втором акте, в «Трёх сёстрах» — городской пожар в третьем действии. Этот пожар, не коснувшийся дома Прозоровых, не нужен по ходу действия, он ничего не меняет ни в фабуле пьесы в целом, ни в положении и отношениях действующих лиц, тем не менее он главенствует по смыслу.
Для Чехова этот пожар был чрезвычайно важен, — по свидетельству Станиславского, драматург, впервые увидевший спектакль в сентябре 1901 года, остался доволен всем, кроме колокола: «не так звонили и изображали военные сигналы во время пожара». Он подробно объяснял, как звучит дребезжащий провинциальный колокол, при каждом удобном случае подходил к кому-нибудь из создателей спектакля и «руками, ритмом, жестами старался внушить настроение этого надрывающего душу провинциального набата».
Ещё в процессе репетиций О. Л. Книппер сообщала Чехову, что Станиславский в третьем акте делал на сцене «страшную суматоху, все бегали, нервничали», Немирович-Данченко, напротив, предлагал сделать «за сценой сильную тревогу, а на сцене пустоту и игру не торопливую, и это будет посильнее». Чехов решительно поддержал Немировича-Данченко: «Конечно, третий акт надо вести тихо на сцене, чтобы чувствовалось, что люди утомлены, что им хочется спать… Какой же тут шум?» И в другом письме напоминал: «Шум только вдали, за сценой, глухой шум, смутный, а здесь на сцене все утомлены, почти спят… Если испортите III акт, то пьеса пропала…»
Толкование этого неоднозначного символа сказывалось и на прочтении пьесы в целом. Эпизод, в котором подпоручик Федотик, танцуя и смеясь, согласно авторским ремаркам, говорит: «Погорел, погорел! Весь дочиста!.. Всё дочиста. Ничего не осталось», — позволял толковать пожар как «очистительную грозу» и ещё конкретнее — как приближающуюся революцию, и, по крайней мере в советские времена, это придавало сценическому воплощению «Трёх сестёр» определённый оптимизм. Так толковали пьесу и в начале 1901 года в Петербурге, где гастроли Художественного театра проходили на фоне студенческих волнений. Для студентов наиболее актуальными в пьесе оказались слова Тузенбаха: «Пришло время, надвигается на всех нас громада, готовится здоровая, сильная буря, которая идёт, уже близка и скоро сдует с нашего общества лень, равнодушие, предубеждение к труду, гнилую скуку». И совсем иной драма Чехова представала на сцене, когда пожар толковался как предвестие катастрофы.

## Критика
Как того и хотел сам автор, читатели прочли пьесу позже, чем она была представлена на сцене, и первые отклики в прессе были откликами на спектакль. Премьера в Художественном театре прошла успешно, однако критик В. А. Ашкинази, высоко оценивший пьесу, в газете «Новости дня» писал: «Не без ужаса думаю я, однако, о той коллизии, которая неминуемо произойдёт между пьесой Чехова и её исполнителями, когда она доберётся до провинции <…> Её не возьмёшь ни талантливой игрой отдельных исполнителей, ни новенькими декорациями. Её можно взять только общим тоном исполнения, только общим ансамблем».
Рецензента «Московского листка» Н. О. Ракшанина не удовлетворила и сама пьеса: «„Три сестры“, — писал он 3 февраля, — это не драма, это поэма, великолепно передающая печальную повесть о том, как скучно и страшно жить „интеллигентным одиночкам“ среди безотрадной обстановки русской провинции». Назвав новую пьесу Чехова шедевром в области „поэзии скуки и пошлости житейской“, Ракшанин отметил, однако, что автор «не затрагивает никаких новых вопросов, не возбуждает никаких новых мыслей и ограничивается лишь тем, что разыгрывает новые вариации на старую тему» и что главный недостаток драмы — то, что она «не производит впечатления новизны».
Дав семь представлений в Москве, Художественный театр выехал на гастроли в Петербург, где именно в отношении «Трёх сестёр» наблюдатели отмечали резкое расхождение между реакцией публики и отзывами в прессе. «Успех московских гостей, — писал С. А. Андреевский, — в С.-Петербурге был выдающийся и даже, как принято выражаться в газетах, прямо „сенсационный“. Особенно понравились „Три сестры“. Они возбудили такой шум, что критика сочла долгом понизить восторг публики и стала доказывать, что пьеса Чехова — вещь посредственная». Иные считали, что успех имеет спектакль, но не пьеса: «Чехов как драматург обязан своим существованием именно Художественно-общедоступному театру», — утверждали «Санкт-Петербургские ведомости».
Первая публикация «Трёх сестёр» (в «Русской мысли»), по времени совпавшая с петербургскими гастролями МХТ, также вызвала неоднозначные отклики. По свидетельству В. А. Поссе, большинство критиков «прямо выражали недоумение, сожаление и забрасывали автора упрёками, указаниями и советами, как надо писать пьесы, могущие иметь „общественный смысл“». Кто-то находил пьесу скучной и бесцветной; Лев Толстой не смог дочитать «Три сестры» до конца. «Я не знаю, — писал П. М. Ярцев, — произведения, которое было бы более способно „заражать“ тяжёлым навязчивым чувством… „Три сестры“ камнем ложатся на душу». Ему вторил критик «Новостей»: «Более безнадёжного пессимизма, чем тот, который даёт новая пьеса г. Чехова, трудно себе представить… В „Трёх сёстрах“, по-видимому, автор сам чувствует уже, как его тянет к пропасти, и сам боится этого. Поэтому здесь Чехов, более чем где-либо, старается „сдобрить“ общую мрачную картину вводными весёлыми сценками. Но это ему плохо удаётся. Все эти эпизоды пришиты белыми нитками и производят для общего тона пьесы впечатление диссонанса».
Литературное общество Москвы и Петербурга назвало Художественный театр — театром Чехова, потому ли, что Чехов нашёл в нём наиболее яркую выразительность своих пьес, или потому, что Художественный театр нашёл в пьесах Чехова возможность наиболее яркого выражения своей индивидуальности.
Критика не исчерпывалась публикациями в прессе — споры о «Трёх сёстрах» проникли и в художественную литературу, в частности в повесть П. Д. Боборыкина «Исповедники» 1902 года. Ольге Книппер Чехов писал: «Боборыкин взял да и обругал меня в „Вестн. Европы“. За „Трёх сестёр“. У него в романе мою пьесу ругает Грязев, профессор, то есть Тимирязев, человек, которого, кстати сказать, я очень уважаю и люблю».
У пьесы нашлись и горячие защитники. В их числе — Леонид Андреев и Сергей Найдёнов, который под впечатлением спектакля писал Чехову в сентябре 1901 года: «После представления „Трёх сестёр“ захотелось жить, писать, работать — хотя пьеса была полна печали и тоски… Какое-то оптимистическое горе… какая-то утешительная тоска. И горечь и утешение». Н. Полянский после премьеры «Трёх сестёр» в рижском Русском театре в октябре того же года отметил: «Недоумение театралов и читающей публики по поводу произведений и пьес Чехова явление, уже давно замеченное критикой» — и нашёл этому явлению своё объяснение:
Мы уж слишком привыкли ко всякого рода кричащим «завязкам» и «развязкам», как пьес и литературных произведений, так и нашей обычно скучной и серой действительности. Даже в газетах современный читатель ищет зачастую каких-нибудь сенсаций, необычайных и громких происшествий. Жизнь однообразна и с виду ровна и спокойна; заглядывать в её глубину, в те сложные внутренние пружины, которыми она движется, временами выкидывая на свою спокойную поверхность разбитые внутренней драмой жизни, мы не привыкли… И заслуга Чехова именно в том и состоит, что он, как никто, умеет раскрывать перед нами всю эту спрятанную драму жизни, особенно ярко изображенной им в «Трёх сёстрах».
В то время как многим казалось, будто Чехов своим успехом обязан искусству режиссёров и актёров Художественного театра, Леонид Андреев, напротив, считал постановки МХТ лучшими «критическими статьями» о пьесах Чехова. О том же в петербургском журнале «Театр и искусство» писал П. Ярцев: «Драма ослепляет богатством и тонкостью красок; на такой же высоте стоит и её исполнение труппою Художественного театра. Здесь большой художник слова растворился в работе равных ему сил. Получилось произведение искусства из тех, ради одних которых прекрасна жизнь. Знали ли „сёстры“, что существуют такие произведения?».
По мере того как «Три сестры» переходили в разряд классики, критика сменялась толкованиями, но толковать пьесу предстояло в первую очередь режиссёрам.
После революции драматургия Чехова в СССР долгое время считалась неактуальной. В 1922 году, в то время как зарубежные гастроли Художественного театра утверждали славу Чехова-драматурга в Европе и в США, Станиславский писал Немировичу-Данченко: «Когда играем прощание с Машей в „Трёх сёстрах“, мне становится конфузно. После всего пережитого невозможно плакать над тем, что офицер уезжает, а его дама остаётся. Чехов не радует. Напротив. Не хочется его играть».
В 1930-х годах широкое распространение получили социологические толкования пьес Чехова: в соответствии с пожеланиями самого автора, они ставились как комедии, и не «лирические» (такое определение дал им в своё время А. М. Горький), а социально острые и беспощадные. Но эти опыты, как отметила Н. Дмитриева, скоро показали, что социологическим ключом драматургия Чехова не открывается: такие постановки успехом не пользовались и славы автору не прибавляли. Во МХАТе, когда в 1934 году встал вопрос о том, какой пьесой отметить годовщину смерти писателя, Немирович-Данченко отдал предпочтение «Чайке»: «Три сестры» и «Вишнёвый сад», писал он Станиславскому, «уже больше произведения мастерства, чем непосредственной лирики». Первый мхатовский Треплев и первый же Тузенбах, Всеволод Мейерхольд, в 1935 году предпочёл поставить в ГосТиМе водевили Чехова («33 обморока»): «Чехов „Вишнёвого сада“, „Трёх сестёр“ совсем не близок нам сегодня».
Новую жизнь драма Чехова обрела в 1940 году в Художественном театре — в постановке Вл. Немировича-Данченко.

## Действующие лица
- Прозоров Андрей Сергеевич

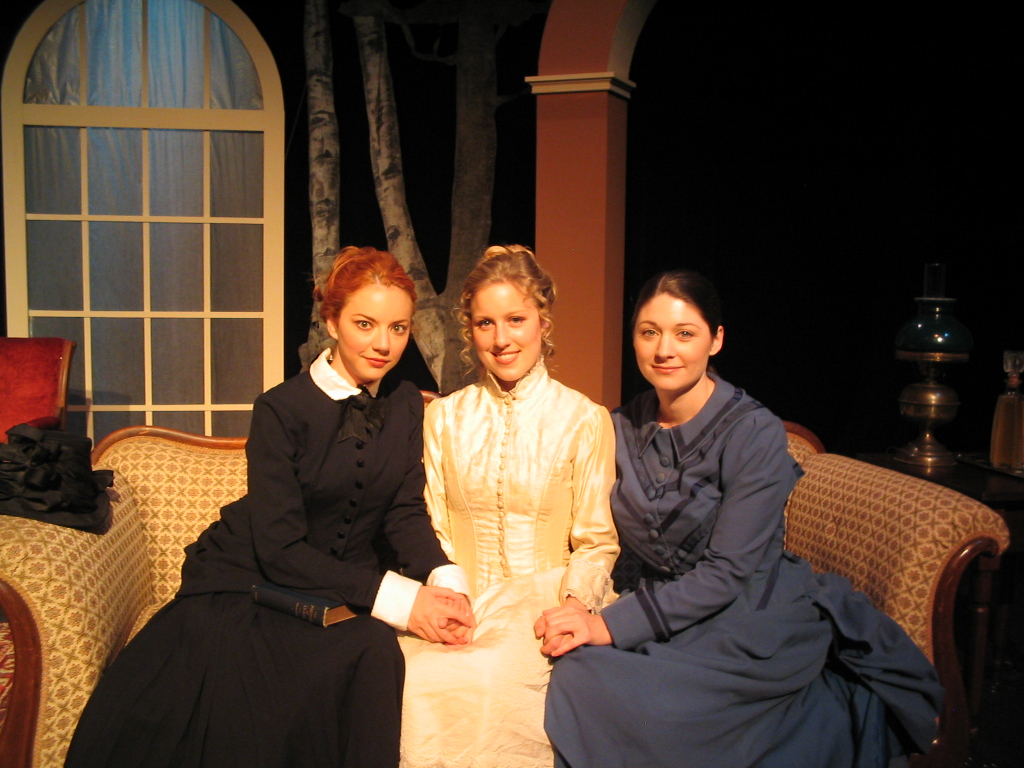
Три сестры

- Наталья Ивановна, невеста Андрея, потом жена
- его сёстры: Ольга, Маша, Ирина
- Кулыгин Фёдор Ильич, учитель гимназии, муж Маши
- Вершинин Александр Игнатьевич, подполковник, батарейный командир
- Тузенбах Николай Львович, барон, поручик
- Солёный Василий Васильевич, штабс-капитан
- Чебутыкин Иван Романович, военный доктор
- Федотик Алексей Петрович, подпоручик
- Родэ Владимир Карлович, подпоручик
- Ферапонт, сторож из земской управы, старик
- Анфиса, нянька, старуха 80 лет

## Сюжет

### Действие первое

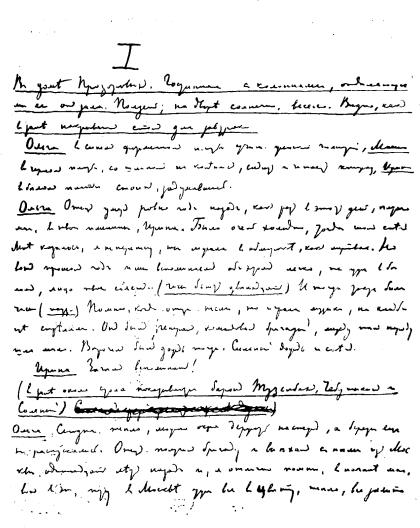
Автограф начала пьесы

Три сестры — Ольга, Маша и Ирина — и их брат Андрей, интеллигентные, образованные люди, живут в губернском городе, где, как скажет позже Андрей, люди только «едят, пьют, спят и, чтобы не отупеть от скуки, разнообразят жизнь свою гадкой сплетней, водкой, картами, сутяжничеством». Старшая из сестёр, Ольга, — учительница женской гимназии. Работа не приносит ей радости: «За эти четыре года, пока служу в гимназии, я чувствую, как из меня выходят каждый день по каплям и силы, и молодость». Маша в 18 лет была выдана замуж за учителя гимназии Кулыгина и, хотя муж преданно любит её, несчастлива в семейной жизни. Младшая, двадцатилетняя Ирина, мечтает о жизни наполненной, но не находит себе применения, как не находит и человека, которого смогла бы полюбить. Одиннадцать лет назад их отец, генерал, получив назначение, увёз дочерей в этот город из Москвы; но год назад генерал умер, и с его смертью для Прозоровых закончилась обеспеченная и беззаботная жизнь. Действие начинается в день окончания траура по отцу, совпавший с именинами Ирины: настало время задуматься о дальнейшей жизни, и, тяготясь бездуховностью и пошлостью провинциального быта, Прозоровы мечтают вернуться в Москву.
На именины Ирины собираются гости, в их числе влюблённые в Ирину офицеры Солёный и Тузенбах; вслед за ними приходит их новый батарейный командир — подполковник Вершинин. Он тоже москвич и когда-то давно бывал в московском доме Прозоровых. Между ним и Машей с первой же встречи зарождается взаимное влечение; как и Маша, Вершинин несчастлив в браке, но у него две малолетние дочери.
Приходит и возлюбленная Андрея — Наташа; провинциальная барышня, шокирующая Ольгу своими безвкусными туалетами, пока она чувствует себя в этом обществе неуютно…

### Действие второе
Прошло время, Андрей женился на Наташе, у них родился сын. Когда-то подававший надежды, видевший себя профессором Московского университета, Андрей забросил науку; теперь он секретарь земской управы, и самое большее, на что он может надеяться, — это стать членом земской управы. В тоске он пристрастился к картам и проигрывает крупные суммы.
Ирина служит телеграфисткой, но труд, о котором она когда-то мечтала, не приносит ей удовлетворения; она по-прежнему стремится в Москву. Наташа освоилась в доме Прозоровых и подчинила себе Андрея. Для ребёнка она «на время» присмотрела комнату Ирины, которая, как считает Наташа, может пожить и в одной комнате с Ольгой…
Штабс-капитану Солёному Ирина кажется единственным человеком, способным его понять; он объясняется девушке в любви, но своими грубыми манерами внушает Ирине только страх и неприязнь. Отвергнутый офицер заявляет, что счастливых соперников у него быть не должно: «Клянусь вам всем святым, соперника я убью…».

### Действие третье
В начале третьего действия — авторская ремарка: «За сценой бьют в набат по случаю пожара, начавшегося уже давно». Прозоровых это бедствие не коснулось — в их пока ещё гостеприимном доме находят прибежище пострадавшие от пожара.
Ольга и Ирина живут в одной комнате. Наташа, вошедшая в роль хозяйки, теперь выживает из дома старую няню Прозоровых — Анфису, которая в свои 82 года уже не может работать: «лишних в доме быть не должно». Ольга в своём сочувствии к няне не может докричаться до Натальи. Погрязший в долгах Андрей без ведома сестёр заложил в банке их общий дом, все деньги присвоила Наталья.
Маша и Вершинин любят друг друга и тайно встречаются. Муж Маши, Кулыгин, старается делать вид, будто ничего не замечает. Тузенбах тем временем покинул военную службу, хочет начать новую жизнь в другом городе, на кирпичном заводе, и зовёт с собой Ирину.
Ирина, которой уже двадцать четвёртый год, служит в городской управе и ненавидит, презирает всё, что только дают ей делать. «Работаю уже давно, — жалуется она Ольге, — и мозг высох, похудела, подурнела, постарела, и ничего, ничего, никакого удовлетворения, а время идёт, и всё кажется, что уходишь от настоящей прекрасной жизни, уходишь всё дальше и дальше, в какую-то пропасть». Ольга советует сестре выйти замуж за Тузенбаха и уехать с ним.

### Действие четвёртое
Прошло пять лет с тех пор, как Прозоровы именинами Ирины отметили окончание траура. Ольга стала начальницей гимназии и редко бывает дома — живёт в гимназии. Наталья родила Андрею дочь и хочет поселить её именно в той комнате, которую занимает Ирина. «В ней есть… нечто принижающее её до мелкого, слепого, этакого шаршавого животного. Во всяком случае, она не человек», — говорит о жене Андрей, не оказывая ей, однако, никакого сопротивления.
Ирина в конце концов приняла предложение Тузенбаха; ей глубоко симпатичен барон, но любви нет. Тем не менее, у неё «точно выросли крылья на душе»: она сдала экзамены на учительницу, завтра они обвенчаются и покинут этот город, этот ставший чужим дом, начнётся новая, осмысленная жизнь. Тем более счастлива Наталья: с отъездом Ирины она останется в доме «одна» и сможет реализовать свои планы — что вырубить и что посадить в саду Прозоровых, она давно уже решила.
Отвергнутый Солёный провоцирует ссору и вызывает Тузенбаха на дуэль. Старому другу семьи Прозоровых, ко всему равнодушному доктору Чебутыкину, с одной стороны, жаль барона —  он хороший человек, —  но с другой, «одним бароном больше, одним меньше — не всё ли равно?».
Бригаду Вершинина и Солёного переводят в Польшу. Полк батарея за батареей покидает город; уходит Вершинин, тяжело прощаясь с Машей, готовится к отъезду и Солёный, но прежде он должен наказать счастливого соперника. «Я не пил сегодня кофе. Скажешь, чтобы мне сварили» — с этими словами, обращёнными к Ирине, Тузенбах отправляется на дуэль.
Доктор Чебутыкин сообщает сёстрам, что барон убит на дуэли. Под бравурные военные марши полк покидает город. Сёстры остаются одни. Пьеса завершается словами Ольги: «Музыка играет так весело, так радостно, и, кажется, ещё немного, и мы узнаем, зачем мы живём, зачем страдаем… Если бы знать, если бы знать!»

## Сценическая судьба

### «Три сестры» в Художественном театре
Работу над спектаклем в Художественном театре начинал К. С. Станиславский. Как всегда, ключом к спектаклю для него стало «раздвоение мира», «противоречие поэзии и прозы». По признанию режиссёра, работа шла тяжело, и был момент, когда пьеса «не звучала, не жила, казалась скучной и длинной».

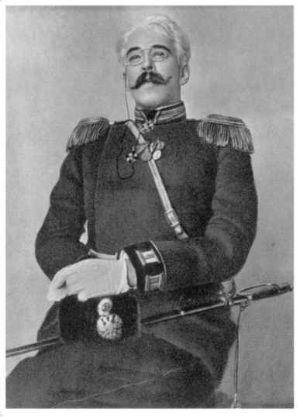
Станиславский в роли Вершинина

11 января 1901 года успевшего устать Станиславского сменил вернувшийся из-за границы Вл. И. Немирович-Данченко. «Снова, как и прежде, — писала М. Строева, — Немирович-Данченко смягчал и внешне сдерживал напряжённый ритм „подводного течения“ жизни героев, чем достигалась необходимая мера чеховской „скрытости“, отгадывалась особая мелодика поэтического слова».
Как и в предыдущих спектаклях театра, перед зрителями вырастала незримая «четвёртая стена»: актёры могли непринуждённо садиться и спиной к публике. Оформивший спектакль В. А. Симов дал, как считалось, классическую формулу чеховского спектакля: в первом акте декорации и реквизит создавали атмосферу обжитого, уютного дома, где любой мог найти кров и пристанище и куда тянулись «на огонёк» люди, не нажившие своего тепла; со второго акта уют нарушался, люди спотыкались о разбросанные повсюду детские игрушки, пискливая гармоника и железный паяц, пишет критик, «насмешливо аккомпанировали мечтам Тузенбаха о счастье, о „здоровой, сильной буре“». В финале сёстры, вытесненные из своего дома, отрезанные от зрителей глухим забором, произносили свои последние монологи, прижавшись к фонарному столбу.
Спектакля ждали, и в день премьеры, 31 января 1901 года, театр был переполнен; однако новая чеховская постановка не имела того бурного успеха, какой сопутствовал «Чайке» и «Дяде Ване», что отметил на следующий день и обозреватель газеты «Новости дня», оговорившись при этом: «Но всё же публика следила за спектаклем с напряжённым вниманием». Были благодарные зрители, высоко оценившие и пьесу, и спектакль сразу, — так, спустя несколько дней, непосредственно по поводу «Трёх сестёр», Л. Андреев писал: «Чехова ещё как следует не понимали, чему мешали, главным образом, многочисленные критические статьи о его творениях. И дивная, неподражаемая постановка чеховских вещей на сцене Художественного театра была первой настоящей критической статьёй о нём — яркой, беспощадной, правдивой, не оставляющей ни сомнений, ни колебаний. Как могучий талант, сам А. П. Чехов ещё более вырос в наших глазах…» Я. Фейгин назвал постановку «Трёх сестёр» «громадным шагом вперёд» даже по сравнению с восторженно принятой «Чайкой». Но в целом успех нарастал постепенно, от спектакля к спектаклю, ожесточённая полемика в прессе усиливала интерес к «Трём сёстрам». «Только через три года после первой постановки, — вспоминал Станиславский, — публика постепенно оценила все красоты этого изумительного произведения и стала смеяться и затихать там, где этого хотел автор. Каждый акт уже сопровождался триумфом». В конце концов «Три сестры» в Художественном театре стали любимым спектаклем демократической интеллигенции и студенческой молодёжи.
Первыми исполнителями стали ведущие артисты театра: Василий Лужский (Андрей), Маргарита Савицкая (Ольга), Ольга Книппер (Маша), Мария Андреева (Ирина), Мария Лилина (Наташа), Константин Станиславский (Вершинин), Всеволод Мейерхольд (Тузенбах), М. Громов (Солёный), Александр Вишневский (Кулыгин). После ухода Мейерхольда из МХТ в 1902 году в роли Тузенбаха его заменил и затмил Василий Качалов; Солёного после 1907 года играл и Николай Массалитинов.

#### «Три сестры» Вл. Немировича-Данченко
После 1904 года, когда состоялась премьера «Иванова», Художественный театр не обращался к пьесам Чехова, лишь время от времени возобновляя старые постановки, внося изменения в толкование отдельных ролей, но сохраняя прежние декорации и мизансцены. При этом необходимость нового прочтения драматургии Чехова руководители МХАТа чувствовали давно: за долгую жизнь на сцене спектакли обрастали «чеховскими» штампами.
В 1940 году, когда пьесы Чехова считались давно утратившими актуальность, В. И. Немирович-Данченко осуществил новую постановку «Трёх сестёр». Он прочёл пьесу, по словам П. Маркова, как своего рода лирическую трагедию; и если над первой мхатовской постановкой, в которой тон задавал Станиславский, было пролито немало зрительских слёз, то в новом прочтении, пишет В. Гаевский, Немирович-Данченко «был верен себе и поставил потрясавший, но совершенно бесслёзный спектакль». Именно это, как отмечал и П. Марков, резко отличало новую постановку от старой: «Спектакль как бы поднимался до Чехова, до особенного синтеза беспощадной суровости и лирической взволнованности, горькой иронии и неистощимой веры в человека».

Сцена из IV акта: Ирина — А. Степанова, Тузенбах — Н. Хмелёв, МХАТ, 1940

По свидетельству Маркова, в то время завлита МХАТа, в ходе работы режиссёр резко протестовал против бытового подхода к языку пьесы, подробно анализировал ритм речи её персонажей, создавая таким образом музыкальный рисунок постановки. Сам Марков считал «Три сестры» Немировича-Данченко одним из наиболее гармоничных спектаклей МХАТа: «Исполнение любой роли сливалось с общей атмосферой пьесы, переданной в полных сдержанного лиризма и возвышенной простоты декорациях Дмитриева… Театр не снижал и не мельчил образы, он укрупнял их, проникал в их неповторимую сложность, которая требовала тончайшего актерского мастерства — без сентиментальности, без ложного сочувствия… Сложное переплетение образов перерастало в широкую картину эпохи».
Ударным в новых «Трёх сёстрах» был первый акт — акт возвращения к жизни, после смерти отца, и обретения надежды: в 1940 году многим казалось, что «большой террор» заканчивается, а уже начавшаяся Вторая мировая война казалась очень далёкой: «Культура психологического подтекста, — пишет В. Гаевский, — всегда отличавшая классический МХТ, здесь была дополнена тем, что можно назвать подтекстом историческим, без чего спектакль не мог бы существовать». При этом и открытый текст наполнялся драматичнейшим подтекстом — «еле слышной мольбой, еле ощутимым ужасом пережитого», и потому никого в зале не оставляли равнодушными споры Вершинина и Тузенбаха о будущем. Но «тоска по лучшей жизни» в этой постановке, в отличие от первой, была обращена не в будущее, а в прошлое.
После начала войны неуловимо менялась атмосфера спектакля — предвоенные «Три сестры» теперь казались светлее; смещались акценты, и чеховский текст наполнялся новым смыслом. В финальном монологе Маши (А. Тарасовой): «Они уходят от нас, один ушёл совсем, совсем, навсегда» — интонация делила людей на ушедших и оставшихся: ушедших мужчин и оставшихся женщин.
Так же неуловимо атмосфера спектакля изменилась и после войны. Зинаида Шарко, которой предстояло сыграть Ольгу в других легендарных «Трёх сёстрах», вспоминала, какое впечатление произвёл на неё спектакль Немировича-Данченко в конце 40-х, во время гастролей в Ленинграде: «После спектакля мы, студенты, всю белую ночь бродили по Неве молча, не в силах даже о чём бы то ни было разговаривать, находясь в плену только что увиденного и пережитого. Это было ощущение какой-то неизъяснимой гармонии с самим собой и со всем окружающим миром».
Спектакль, созданный 83-летним режиссёром, стал едва ли не лучшим в истории Художественного театра: по словам В. Гаевского, он «надолго — по меньшей мере на пятнадцать лет, вплоть до конца сталинской эры, — казался единственным спектаклем, соразмерным своей эпохе» и развеял представление о неактуальности пьес Чехова: по всей стране театры словно заново открывали для себя его драматургию.
Премьера второй постановки состоялась 24 апреля 1940 года. Роли исполняли представители так называемого «второго поколения» МХАТа: В. Станицын (Андрей), А. Георгиевская (Наталья Ивановна), К. Еланская (Ольга), А. Тарасова (Маша), А. Степанова (Ирина), Н. Хмелёв (Тузенбах), Б. Ливанов (Солёный), А. Грибов (Чебутыкин), В. Орлов (Кулыгин), М. Болдуман (Вершинин). Органичное сочетание масштабности обобщений с психологической глубиной и исключительная целостность ансамбля обеспечили этой постановке долгую жизнь на сцене.
«Три сестры» Немировича-Данченко сохранились в аудиозаписи; но запись была сделана в 1947 году, уже с Павлом Массальским в роли Тузенбаха. Существует также относящаяся к 1940-м годам запись двух сцен Ирины и Тузенбаха из первого и четвёртого актов; здесь барона играет Василий Качалов.
В 1958 году, после перерыва, спектакль был возобновлён с новым составом исполнителей: Ольга — Кира Головко, Маша — Маргарита Юрьева, Ирина — Раиса Максимова, Вершинина — Павел Массальский, Тузенбах — Юрий Кольцов, Солёный — Юрий Леонидов.
«Три сестры» Немировича-Данченко были ещё раз восстановлены Олегом Ефремовым (Ольга — Ирина Мирошниченко, Маша — Маргарита Юрьева и Татьяна Доронина, Ирина — Светлана Коркошко, Тузенбах — Олег Стриженов, Чебутыкин — Алексей Грибов); этот спектакль в 1984 году был записан для телевидения. В 1997 году Ефремов осуществил собственную постановку пьесы в МХТ имени Чехова.
А спектакль Немировича-Данченко в 2010 году был восстановлен Татьяной Дорониной на сцене МХАТа имени Горького. Однако все возобновления шедевра 1940 года, даже самые тщательные и пунктуальные, уже не обладали, как писал К. Рудницкий, «и десятой долей эмоциональной силы премьеры».

### «Три сестры» Георгия Товстоногова
В октябре 1964 года к постановке «Трёх сестёр» приступил Георгий Товстоногов в Ленинградском Большом драматическом театре. Режиссёр, впервые обратившийся к чеховской драматургии на исходе «оттепели», создал один из самых пронзительных и горьких своих спектаклей.
Как и все представители его поколения, Товстоногов находился под впечатлением спектакля Немировича-Данченко, что и удерживало его на протяжении многих лет от обращений к пьесе: «Сказать больше, чем сказал Художественный театр в „Трёх сёстрах“, я не мог. Сказать лучше, чем Немирович-Данченко, для меня было невозможно». Но вдохновил его на создание собственной версии именно опыт Немировича-Данченко, который, как писал режиссёр, почувствовал в своё время, что каждая эпоха открывает в Чехове «новое звучание, новые мысли».

Эмма Попова (Ирина) и Сергей Юрский (Тузенбах) в спектакле БДТ

В пьесе, где расстояние между мечтами и реальностью не сокращалось, а увеличивалось до бесконечности, Товстоногов предпринял, по словам К. Рудницкого, попытку сценическими средствами передать гнетущее давление времени: «Как только режиссёр надумал неощутимое течение дней сделать остро — до боли — ощутимым, все параметры чеховского спектакля изменились… Дабы сообщить времени плотность и вязкость, Товстоногов ещё замедлил его ход. Он растягивал минуты, по капельке цедил сценические секунды, прерывал разговоры долгими, содержательными паузами». В спектакле были использованы подвижные конструкции («фурки»): они выдвигали на авансцену то одних героев, то других, как бы подавая их крупным планом. Время у Товстоногова душило всех, кроме Натальи, которая жила словно в ином летосчислении.
Происходящее в пьесе Товстоногов определил как «коллективное убийство»: все знали о дуэли Солёного и Тузенбаха, но никто даже не попытался предотвратить её. По определению А. Смелянского, «Три сестры» в БДТ стали трагедией всеобщего паралича воли, неспособности к сопротивлению. «Ведь Тузенбаха убивает не Солёный, — писал сам режиссёр, — его убивает круговое равнодушие… Не физическая смерть ужасна — страшно умирание моральное». Именно эта тема оказалась для него актуальной в середине 1960-х годов. Спектакль Товстоногова, как отмечал Ю. Рыбаков, напоминал о том, что люди ответственны и перед историей, и перед собой, здесь драма Чехова обретала черты исторической трагедии.
К. Рудницкий считал «Три сестры» Товстоногова поворотным событием в сценической истории не только этой пьесы, но и драматургии Чехова в целом: вопреки «поэтической» мхатовской традиции, Чехов Товстоногова был жесток, стремился вызвать скорее чувство протеста, нежели сострадание. Именно после этого спектакля родилась формула «жестокий Чехов», которой критики в дальнейшем описывали многие чеховские постановки А. Эфроса и О. Ефремова.
Режиссёр Семён Аранович снял о подготовке спектакля документальный фильм «Сегодня премьера», в котором проследил весь путь, проделанный творческим коллективом от первой читки пьесы до премьеры, состоявшейся 23 января 1965 года.
В спектакле, оформленном художницей С. М. Юнович, были заняты ведущие артисты театра: Зинаида Шарко (Ольга), Татьяна Доронина (Маша), Эмма Попова (Ирина), Олег Басилашвили (Андрей), Людмила Макарова (Наташа), Владислав Стржельчик (Кулыгин), Ефим Копелян (Вершинин), Сергей Юрский (Тузенбах), Кирилл Лавров (Солёный), Николай Трофимов (Чебутыкин).

### «Три сестры» Юрия Любимова
Идея Товстоногова получила неожиданное развитие в «Трёх сёстрах», поставленных в 1981 году Юрием Любимовым в Театре на Таганке: здесь, отмечал К. Рудницкий, время было воспринято как «сила, растаскивающая персонажей далеко друг от друга и напрочь разрывающая связи между ними». Герои мало общались между собой, не надеясь и не стремясь понять друг друга; свои монологи они произносили, глядя в зрительный зал, взывая к публике. При этом в программе зрители читали: «МХАТ имени Горького — В. Качалов (Тузенбах), БДТ имени Горького — Э. Попова (Ирина), С. Юрский (Тузенбах)». По ходу спектакля в магнитофонной записи звучали, как цитаты, голоса Василия Качалова, Эммы Поповой и Сергея Юрского. «Этот приём, — пишет критик, — отвечал главной идее прочтения „Трёх сестёр“ как пьесы, неостановимо движущейся из 1900 года, когда она была написана, в 1981 год». В какой-то момент стена театра раздвигалась, и зрители видели уголок современной Москвы и случайных прохожих, не подозревавших, что они стали частью спектакля.
На фоне голосов Качалова и Юрского интонации Владимира Матюхина, игравшего Тузенбаха на Таганке, по свидетельству К. Рудницкого, давали возможность почувствовать, насколько изменился русский интеллигент; М. Строева считала, что спектакль Любимова — вообще не об интеллигенции: «Скорее, не о судьбах культуры, а о судьбах народа. Поэтому и взят иной человеческий материал, более демократический» — без рефлексий и меланхолии, без внутренних противоречий, быть может, более элементарный, но общезначимый.
Роли в спектакле исполняли: Андрей — Всеволод Соболев, Ольга — Мария Полицеймако, Маша — Алла Демидова, Ирина — Любовь Селютина, Наташа — Наталья Сайко, Кулыгин — Константин Желдин, Вершинин — Борис Хмельницкий, Тузенбах — Владимир Матюхин, Солёный — Иван Бортник и Михаил Лебедев, Чебутыкин — Феликс Антипов.
«Три сестры» оказались последним спектаклем «классической» Таганки: поставленный Любимовым до отъезда за рубеж «Борис Годунов» так и не был выпущен.

### «Три сестры» Олега Ефремова
Уже не во МХАТе, а в МХТ им. А. П. Чехова в 1997 году пьесу Чехова поставил Олег Ефремов. Спектакль рождался в муках — репетиции длились два года — и стал последним триумфом режиссёра.
Для Ефремова «Три сестры» Немировича-Данченко стали самым сильным театральным впечатлением юности, но, как это не раз случалось в истории Художественного театра, былые откровения с годами превратились в новые штампы — он строил свой спектакль на преодолении этих штампов, сковавших несколько поколений артистов МХАТа. Он отказался от «поэтического Чехова» Немировича-Данченко, пробиваясь, как пишет А. Смелянский, к «трагической простоте того, что называется „течением жизни“».
Если первая постановка пьесы в МХТ позволила Л. Андрееву сказать: «Не верьте, что „Три сестры“ — пессимистическая вещь, родящая одно отчаяние да бесплодную тоску. Это светлая, хорошая пьеса», — то Ефремов заведомо не искал в «Трёх сёстрах» утешения. Оформивший спектакль Валерий Левенталь поставил дом Прозоровых на вращающийся круг, сменяющиеся времена года меняли его цвет и колорит: стены жилища окрашивались то белым, то багряным, то холодным синим цветом; в финале дом отъезжал в глубину и растворялся среди деревьев. «В спектакле, — писал А. Смелянский, — нет… очевидной перспективы, никакого огонёчка впереди. Вращение дома и сада замкнуто в круг, из которого никому не вырваться. Невозможно изменить „порядок действий“, но это не лишает нас ни мужества, ни понимания того, что жизнь есть короткий дар, который вот-вот отберут».
Роли в спектакле исполняли: Ольга — О. Барнет, Маша — Е. Майорова, Ирина — П. Медведева, Андрей — Д. Брусникин, Наталья — Н. Егорова, Кулыгин — А. Мягков, Вершинин — С. Любшин, Тузенбах — В. Гвоздицкий, Чебутыкин — В. Невинный.

### Другие известные постановки
До Первой мировой войны пьеса ставилась и на провинциальной сцене. В тот же день, что и в Художественном театре, состоялась премьера в Театре Соловцова в Киеве; в спектакле были заняты известные артисты: Е. Н. Рощина-Инсарова (Ольга), Е. Я. Неделин (Кулыгин), Л. М. Леонидов (Солёный). Весной и летом 1901 года провинция видела «Три сестры» в постановке ряда гастрольных трупп, в том числе В. Ф. Комиссаржевской — в Варшаве и Вильне; в том же году её поставил Русский театр в Риге (режиссёр Г. И. Матковский), годом позже — Иркутский театр.
В 1902 году пьесу поставила в Херсоне труппа под руководством В. Э. Мейерхольда и А. С. Кошеверова; в 1903-м она была представлена той же труппой в Севастополе, и очевидец сообщал Чехову, что публика «замерла и сидела так все четыре акта». В 1910 году антреприза Н. Н. Синельникова представила «Трёх сестёр» в Харькове, а антреприза Н. И. Собольщикова-Самарина — в Ростове-на-Дону в 1913 году. Были и другие, менее известные постановки.
После революции — до новой постановки «Трёх сестёр» в Художественном театре — обращения к пьесе оставались единичными; интерес к ней возродился в 1940-х годах.
| * 1936 — Ленинградский Новый театр - 1940 — Московская оперно-драматическая студия им. Станиславского - 1940 — Одесский русский театр - 1940 — Харьковский русский театр. Режиссёр-постановщик и исполнитель роли Чебутыкина — Крамов - 1941 — Саратовский театр. Постановка И. А. Ростовцева - 1948 — Театр «Эстония». Режиссёр-постановщик и исполнитель роли Вершинина — Лаутер - 1949 — Ленинградский драматический театр - 1952 — Художественный театр Латвийской ССР - 1955 — Театр им. Леси Украинки. - 1967 — Театр на Малой Бронной. Постановка Анатолия Эфроса. Художники В. Дургин, А. Чернова. Роли исполняли: Маша — А. Антоненко, Ирина — Ольга Яковлева, Вершинин — Николай Волков, Тузенбах — Лев Круглый, Чебутыкин — Лев Дуров - 1982 — Московский театр «Современник». Постановка Галины Волчек. Режиссёр Г. Соколова; художники П. Кириллов и В. Зайцев; композитор Моисей Вайнберг. |
| --- |

| * 2001 — Московский театр «Современник». Постановка Галины Волчек; сценография В. Зайцева и П. Кириллова; режиссёр А. Савостьянов; костюмы В. Зайцева; композитор Моисей Вайнберг. Роли исполняли: Андрей — И. Древнов, Ольга — Г. Петрова, О. Дроздова, Маша — О. Дроздова, Ч. Хаматова (с 2008 года) и А. Бабенко, Ирина — Ч. Хаматова и В. Романенко, Наталья — Е. Плаксина, Кулыгин — С. Юшкевич, Вершинин — В. Ветров, Тузенбах — И. Стебунов, Солёный — А. Смольянинов, Чебутыкин — И. Кваша, Анфиса — Е. Миллиоти. - 2004 — Малый театр. Постановка Юрия Соломина. Художник-постановщик А. Глазунов; музыкальное оформление Г. Гоберника; режиссёр В. Фёдоров. Роли исполняют: Андрей — А. В. Клюквин, Наталья — И. В. Иванова и И. А. Жерякова, Ольга — А. И. Охлупина, Маша — О. Л. Пашкова, Ирина — В. В. Андреева, Кулыгин — В. Бабятинский, Вершинин — А. Ю. Ермаков, Тузенбах — Г. В. Подгородинский, Солёный — В. А. Низовой и А. Е. Фадеев, Чебутыкин — Э. Е. Марцевич. Премьера состоялась 16 января. - 2004 — Московский театр «Мастерская Петра Фоменко». Постановка Петра Фоменко; художник-постановщик Владимир Максимов. Золотая маска за «Лучший спектакль театра драмы большой формы» (2006). - 2005 — Антрепризный спектакль Деклана Доннеллана, российско-английский проект. Роли исполняли: Ирина — Н. Уварова, Вершинин — А. Феклистов, Солёный — А. Мерзликин, Чебутыкин — М. Жигалов и И. Ясулович. - 2010 — Малый драматический театр (Санкт-Петербург). Постановка Льва Додина; художник А. Боровский; режиссёр А. Галендеев. Роли исполняют: Ольга — И. Тычинина, Маша — Е. Калинина, Ирина — Е. Боярская, Е. Тарасова, Андрей — А. Быковский и П. Грязнов, Наталья — Е. Клеопина и Д. Румянцева, Кулыгин — С. Власов, Вершинин — П. Семак, Тузенбах — С. Курышев, Солёный — И. Черневич, Чебутыкин — А. Завьялов. Премьера состоялась 9 октября. Театральная премия «Золотой софит». - 2012 — Театр им. Моссовета. Постановка и сценография А. Кончаловского. Художник по костюмам Р. Хамдамов; композитор Э. Артемьев. Роли исполняют: Вершинин — А. Домогаров, Тузенбах — П. Деревянко, Ферапонт — А. Леньков, Анфиса — И. Карташева. Премьера состоялась 6 октября. - 2014 — Санкт-Петербургский академический театр имени Ленсовета. Режиссёр Юрий Бутусов. Художник Александр Шишкин; композитор Фаустас Латенас. Роли исполняют: Ольга — Анна Алексахина, Маша — Ольга Муравицкая, Ирина — Лаура Пицхелаури, Андрей — Виталий Куликов, Наташа — Анна Ковальчук, Вершинин — Олег Андреев, Тузенбах — Григорий Чабан, Солёный — Илья Дель, Чебутыкин — Роман Кочержевский, Кулыгин — Олег Фёдоров,Ферапонт, Федотик — Иван Бровин. Премьера состоялась 4 февраля 2014 г. Российская национальная театральная премия «Золотая маска» в номинации «Лучшая работа режиссёра в драме» (2015). - 2018 — Студия театрального искусства. Режиссёр Сергей Женовач. Художник Александр Боровский; композитор Григорий Гоберник. Роли исполняют: Ольга — Мария Корытова, Маша — Дарья Муреева, Ирина — Елизавета Кондакова, Андрей — Даниил Обухов, Наташа — Екатерина Становая, Солёный — Александр Медведев, Чебутыкин — Сергей Качанов. Премьера состоялась 27 мая 2018 г.. - 2019 — Русский драматический театр «Мастеровые» г. Набережные Челны. Постановка Дениса Хусниярова. |
| --- |

#### В мире
За пределами России «Три сестры» впервые были поставлены осенью 1901 года в Берлине. В 1907 году постановку пьесы осуществил пражский Национальный театр, который вновь обращался к «Трём сёстрам» в 1932 и 1947 годах.
- 1923 — «Гражданский репертуарный театр», Нью-Йорк[69]
- 1926 — Рижский русский театр[69]
- 1926 — «Шиллер-театр», Берлин[69]
- 1926 — «Гражданский репертуарный театр», Нью-Йорк[69]
- 1929 — «Театр дез Ар», Париж[69]
- 1938 — «Куин-театр» (Королевский театр), Лондон. Спектакль был поставлен труппой Джона Гилгуда, в роли Тузенбаха выступил Майкл Редгрейв, в роли Вершинина — Д. Гилгуд[69][110]
- 1942 — «Этель Барримор театр», Нью-Йорк[69]
- 1944 — Городской театр, Стамбул[69]
- 1950 — «Хайюдза», Токио[69]
- 1951 — Труппа Р. Морелли — Стоппа, Италия[69]
- 1951 — Мюнхенский театр[69]
- 1952 — «Элизео», Рим[69]
- 1954 — «Олд Вик», Лондон[69]
- 1954 — «Эвр», Париж[69]
- 1956 — «Хайюдза», Токио[69]
- 1960 — «Шлоспарк-театр», Берлин[69]
- 1963 — Театр «Вспулчесны», Варшава. Постановка Эрвина Аксера[69]
- 1967 — Королевский национальный театр (Royal National Theatre), Лондон. Постановка Лоренса Оливье, художник Й. Свобода. Андрея Прозорова играл Энтони Хопкинс, Машу — Джоан Плаурайт[111][112]
- 1978 — Резиденцтеатр, Мюнхен. Постановка Ингмара Бергмана[113]
- 1979 — «The Other Place», Стратфорд-на-Эйвоне. Постановка Тревора Нанна[113]
- 1981 — Шаубюне, Западный Берлин. Постановка Петера Штайна, художник К. Э. Херман[114]

- 1997 — «Гешер (театр)», Яффа. Постановка Евгения Арье[115]

- 2010 — «Комеди Франсэз». Постановка Алена Франсона[116]
- 2017 — «Габима», Тель-Авив. Постановка Ханана Снира[117]
- 2020 — «Мастерская 55», г. Харьков. Постановка Леонида Садовского.

## Экранизации
Пьеса была не раз экранизирована как в России, так и за рубежом. Первым стал французский телевизионный фильм, снятый в 1960 году, — «Les Trois Sœurs» Жана Пра.
В СССР фильм «Три сестры» сняли в 1964 году, режиссёр Самсон Самсонов..
В 1970 году Лоренс Оливье на основе своего спектакля в Королевском национальном театре снял фильм «Three Sisters» и сыграл в нём доктора Чебутыкина. В 1988 году по мотивам пьесы — с перенесением места действия в Павию и изменением имён действующих лиц — Маргарета фон Тротта сняла фильм под названием «Страх и любовь», с Фанни Ардан и Гретой Скакки в главных ролях.
В 2015 году Валерия Бруни-Тедески в качестве сценариста (в соавторстве с Ноэми Львовски) и режиссёра экранизировала «Трех сестер» для телевидения, в достаточно классическом формате, в соавторстве с La Comédie-Française. Главные роли играют в основном актеры этого театра.
В 1994 году в Российской Федерации свою киноверсию пьесы представил Сергей Соловьёв — «Три сестры». 
В 2017 году вышла кинолента «Три сестры» режиссёра Юрия Грымова. Сюжет этой версии перенесён в XXI век, её персонажам значительно прибавили возраста, сделав их пожилыми.